# Luanda
Luanda, già São Paulo da Assunção de Loanda, è la capitale e la principale città dell'Angola, nell'Africa meridionale. Situata sull'Oceano Atlantico, è anche il principale porto marittimo e centro amministrativo della nazione. Luanda è capoluogo della provincia omonima. Ha una popolazione di 8 069 612 abitanti (dato aggiornato al 2019), fatto che la rende la terza città lusofona più popolosa del pianeta dopo San Paolo e Rio de Janeiro.
Luanda sta attraversando un periodo di intensa crescita e ricostruzione figlio della ripresa economica che sta interessando l'intera Angola. Nel 2015 risulta essere la più cara città del mondo per non residenti.

## Geografia fisica

### Territorio
Non esistono grandi fiumi che sfociano nel mare, ma solamente vari corsi d'acqua che formano un sistema fluviale. I fiumi più vicini sono il Kwanza, il più grande dell'Angola, che tocca sia la provincia di Luanda che quella del Bengo, e il fiume Bengo.

### Clima
Secondo la classificazione climatica di Köppen, il clima di Luanda è di tipo semi-arido caldo e desertico caldo. Nonostante le temperature elevate, il clima risulta sorprendentemente secco a causa della fredda corrente del Benguela, che ostacola la condensazione dell'umidità in pioggia. La nebbia frequente impedisce un significativo calo termico notturno, anche durante la stagione secca che va da maggio a ottobre.
La città registra una media annuale di 405 millimetri di pioggia, ma con una variabilità tra le più elevate al mondo, caratterizzata da un coefficiente di variazione superiore al 40%. La corrente del Benguela influisce notevolmente sul clima, determinando un'umidità insolitamente bassa nonostante la latitudine tropicale, rendendo i mesi più caldi più sopportabili rispetto a molte altre città dell'Africa occidentale e centrale.
Le precipitazioni osservate dal 1858 variano da un minimo di 55 millimetri nel 1958 a un massimo di 851 millimetri nel 1916. La breve stagione delle piogge, concentrata tra marzo e aprile, dipende da una controcorrente settentrionale che porta umidità sulla città. Studi hanno dimostrato che un indebolimento della corrente del Benguela può aumentare le precipitazioni fino a sei volte rispetto agli anni in cui essa è più intensa.
| Luanda (1961-1990)           | Mesi  | Mesi  | Mesi  | Mesi  | Mesi  | Mesi  | Mesi  | Mesi  | Mesi  | Mesi  | Mesi  | Mesi  | Stagioni | Stagioni | Stagioni | Stagioni | Anno    |
| Luanda (1961-1990)           | Gen   | Feb   | Mar   | Apr   | Mag   | Giu   | Lug   | Ago   | Set   | Ott   | Nov   | Dic   | Inv      | Pri      | Est      | Aut      | Anno    |
| ---------------------------- | ----- | ----- | ----- | ----- | ----- | ----- | ----- | ----- | ----- | ----- | ----- | ----- | -------- | -------- | -------- | -------- | ------- |
| T. max. media (°C)           | 29,5  | 30,5  | 30,7  | 30,2  | 28,8  | 25,7  | 23,9  | 24,0  | 25,4  | 26,8  | 28,4  | 28,6  | 29,5     | 29,9     | 24,5     | 26,9     | 27,7    |
| T. min. media (°C)           | 23,9  | 24,7  | 24,6  | 24,3  | 23,3  | 20,3  | 18,7  | 18,8  | 20,2  | 22,0  | 23,3  | 23,5  | 24,0     | 24,1     | 19,3     | 21,8     | 22,3    |
| T. max. assoluta (°C)        | 33,9  | 34,1  | 37,2  | 36,1  | 36,1  | 35,0  | 28,9  | 28,3  | 31,0  | 31,2  | 36,1  | 33,6  | 34,1     | 37,2     | 35,0     | 36,1     | 37,2    |
| T. min. assoluta (°C)        | 18,0  | 16,1  | 20,0  | 17,8  | 17,8  | 12,8  | 11,0  | 12,2  | 15,0  | 17,8  | 17,2  | 17,8  | 16,1     | 17,8     | 11,0     | 15,0     | 11,0    |
| Precipitazioni (mm)          | 30    | 36    | 114   | 136   | 16    | 0     | 0     | 1     | 2     | 7     | 32    | 31    | 97       | 266      | 1        | 41       | 405     |
| Giorni di pioggia            | 4     | 5     | 9     | 11    | 2     | 0     | 0     | 1     | 3     | 5     | 8     | 5     | 14       | 22       | 1        | 16       | 53      |
| Umidità relativa media (%)   | 80    | 78    | 80    | 83    | 83    | 82    | 83    | 85    | 84    | 81    | 82    | 81    | 79,7     | 82       | 83,3     | 82,3     | 81,8    |
| Ore di soleggiamento mensili | 217,0 | 203,4 | 207,7 | 192,0 | 229,4 | 207,0 | 167,4 | 148,8 | 150,0 | 167,4 | 186,0 | 201,5 | 621,9    | 629,1    | 523,2    | 503,4    | 2 277,6 |

## Storia

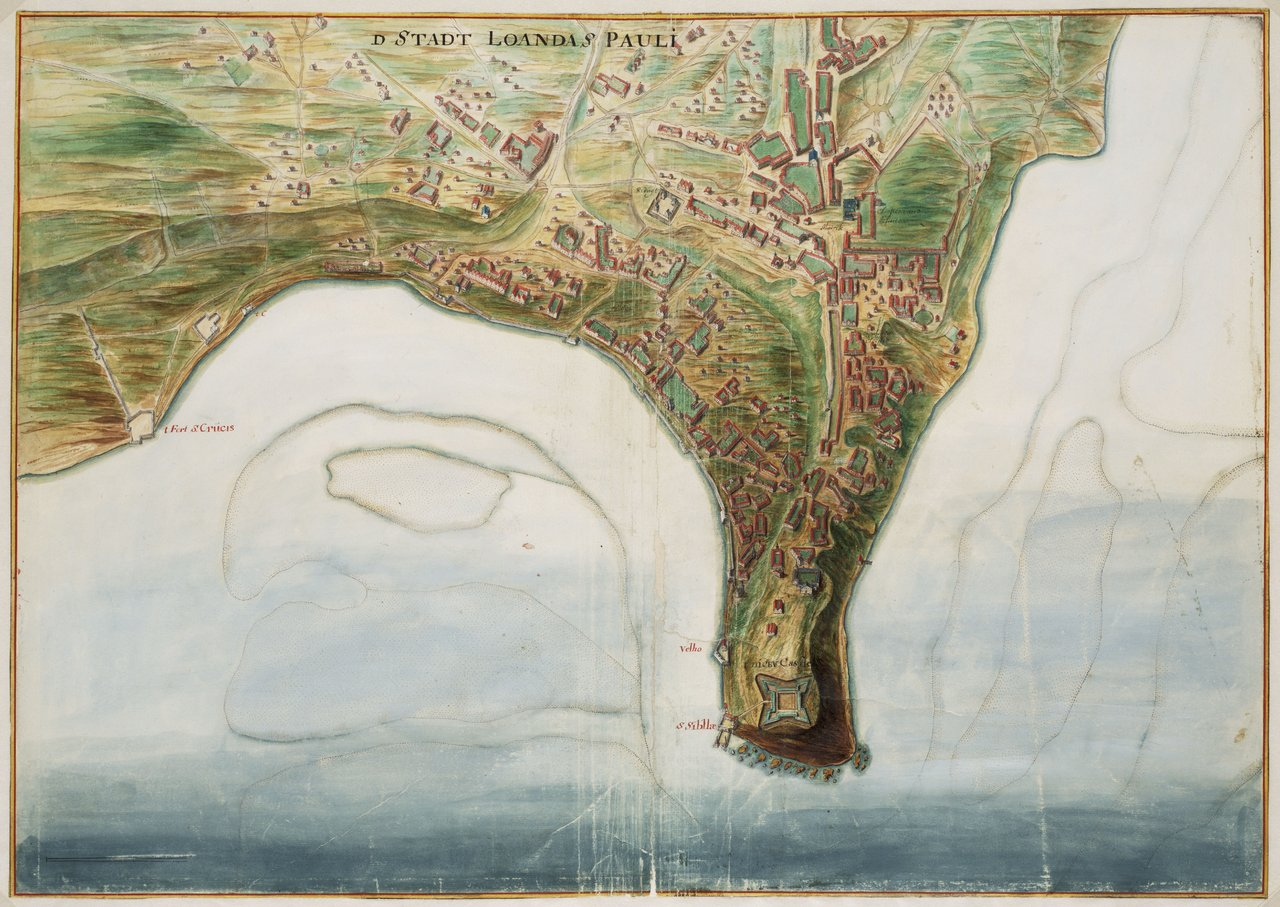
Una mappa di Luanda del XVII secolo.

Luanda venne fondata nel 1575 dall'esploratore portoghese Paulo Dias de Novais, col nome di São Paulo da Assunção de Loanda. Nel 1618 venne costruita la fortezza, Fortaleza São Pedro da Barra, e successivamente, nel 1634 ne venne costruita un'altra, Fortaleza de São Miguel. La città è stata il centro amministrativo dell'Angola fin dal 1626 eccetto dal 1640 al 1648. Tra il 1550 e il 1850 circa, fu, assieme a Benguela, uno dei più importanti mercati per il traffico degli schiavi verso il Brasile.
Con l'abolizione della schiavitù il porto di Luanda si aprì alle navi straniere e divenne una delle più importanti città dell'Impero portoghese. Dal suo porto partivano merci preziose come olio di palma, avorio, cotone e caffè. Nel 1889 il governatore portoghese della città inaugurò l'acquedotto cittadino che permise un maggiore sviluppo della città.
Sebbene nel 1961 l'Angola sia stata sconvolta dallo scoppio della guerra coloniale portoghese, Luanda non venne toccata dagli scontri che funestarono il paese. Dopo l'indipendenza dell'Angola (1975), gran parte della consistente popolazione portoghese della città se ne andò e ciò creò un certo caos, poiché la popolazione africana non era abituata a gestire una metropoli di simili dimensioni. Come conseguenza, da Cuba arrivarono numerosi tecnici, impiegati e soldati, in appoggio al MPLA durante la guerra civile angolana, nella cosiddetta Operación Carlota.
Durante la guerra civile iniziarono a sorgere le baraccopoli, dette musseques, che si espandono per chilometri attorno alla città. Una volta terminata la quasi trentennale guerra civile angolana (protrattasi dal 1975 al 2002), il governo nazionale ha provveduto a distribuire fondi in tutte le regioni del Paese per finanziare la crescita. Fondi più cospicui sono stati riservati a Luanda, le cui infrastrutture, reti elettriche e idrauliche erano diventate ormai obsolete per l'enorme massa di popolazione che nel corso della guerra si era riversata in città.

## Società

### Etnie e minoranze straniere
Gli abitanti di Luanda appartengono principalmente a gruppi etnici africani, tra cui le tribù Ovimbundu, Kimbundu e Bakongo. Esiste anche una piccola popolazione di origine europea.

### Evoluzione demografica
Ultimamente la popolazione ha avuto un aumento vertiginoso dovuto ad una forte immigrazione dall'interno del Paese, dove le condizioni di vita sono ancora molto difficili.
Per risolvere il grave problema di sovraffollamento che attanaglia la città, grande importanza è stata data all'edilizia residenziale pubblica: infatti il governo ha varato un imponente piano immobiliare, affidato a una grande azienda cinese, volto ad assegnare alloggi a tutti i cittadini.

### Criminalità
Il grave problema del sovraffollamento ha comportato un aumento della criminalità, soprattutto nelle zone periferiche della città.

### Lingue e dialetti
La lingua più utilizzata è il portoghese, anche se vengono parlate molte lingue indigene imparentate con il bantù.

### Religione
Luanda è sede di un arcivescovado cattolico.

## Geografia antropica

### Suddivisioni amministrative
- Baixa de Luanda: è la città vecchia ed è collocata vicino al porto. È caratterizzata da vie strette e vecchi edifici coloniali.
- Cidade Alta: è la parte nuova della città.

La provincia è formata da 7 municipalità: Cacuaco, Cazenga, Belas, Viana e la città di Luanda a cui si sono aggiunte Kilamba-Kiaxi e Talatona nel 2017.

## Economia
Luanda è il principale centro finanziario, commerciale ed economico dell'Angola. Quello che meglio illustra questa posizione della città è la presenza delle sedi delle principali aziende del paese come la Telecom Angolana, Unitel, Endiama, Sonangol, Linhas Aéreas de Angola e Odebrecht Angola. Una delle conseguenze di questa folta concentrazione di aziende, è che nel 2011 è stata eletta città più cara del mondo. Nel 2007 fu inaugurato il primo centro commerciale dell'Angola, il Belas Shopping, totalmente climatizzato, con 8 sale cinema, ristorante, ed un centinaio di negozi.
L'industria comprende la produzione di cibi, bevande, tessuti, cemento e altri materiali da costruzione, prodotti in plastica e in metallo, sigarette e scarpe. Il petrolio, estratto nelle vicinanze, viene raffinato in città, anche se gli impianti sono stati ripetutamente danneggiati durante la guerra civile. Le esportazioni principali sono caffè, cotone, zucchero, diamanti, ferro e sale.

## Monumenti e luoghi d'interesse

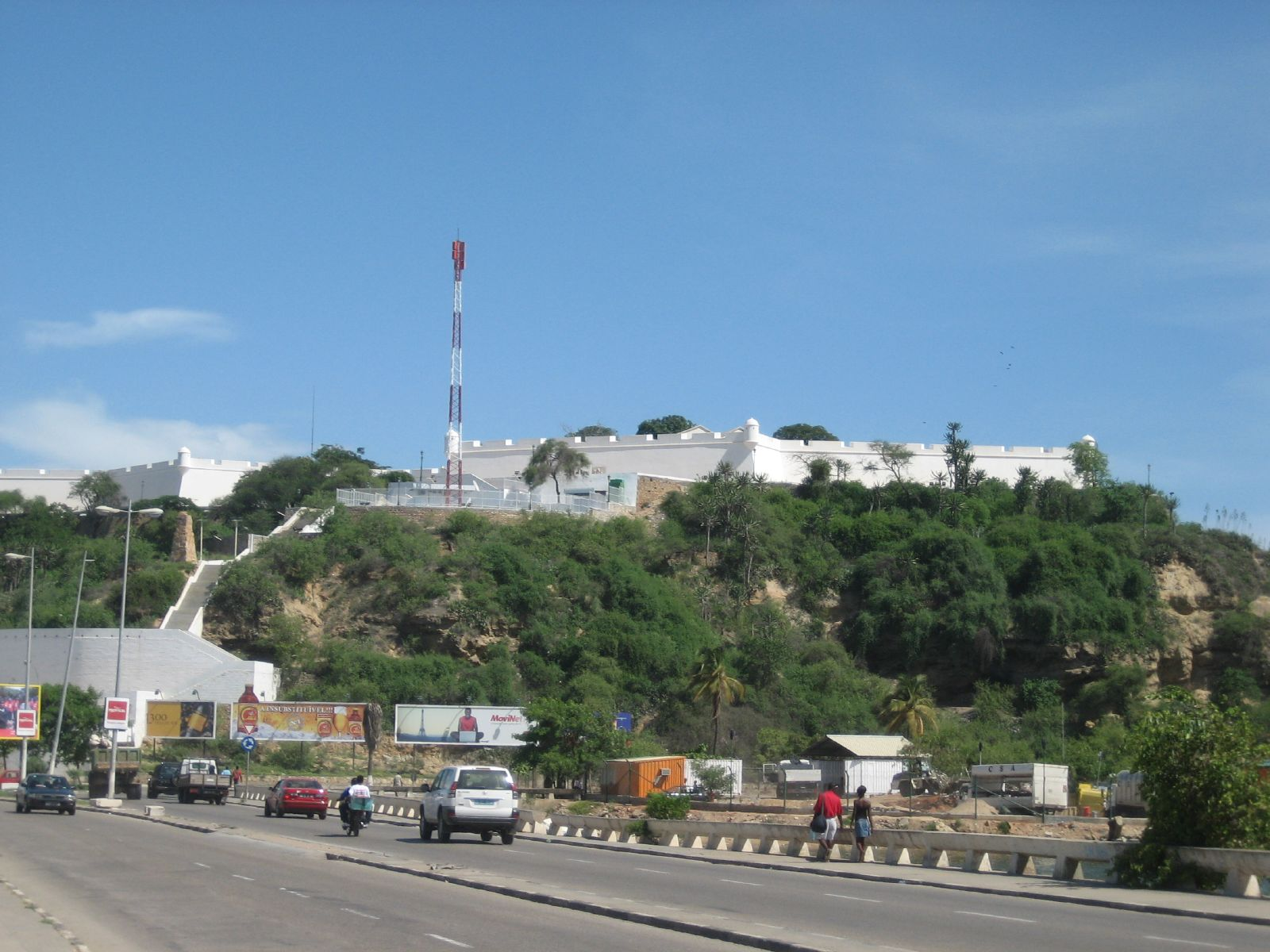
La Fortezza di San Michele.

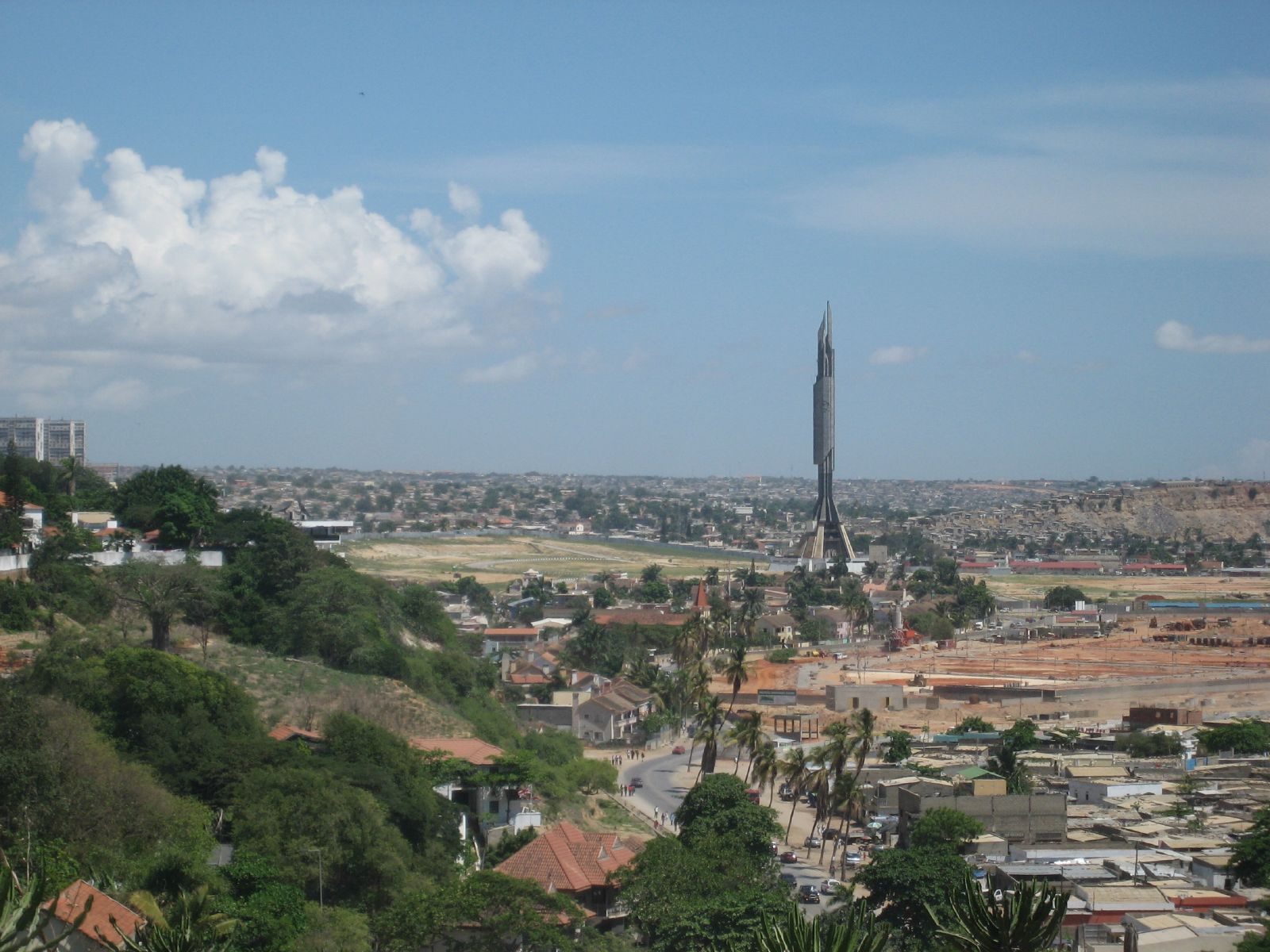
Il mausoleo di Neto.

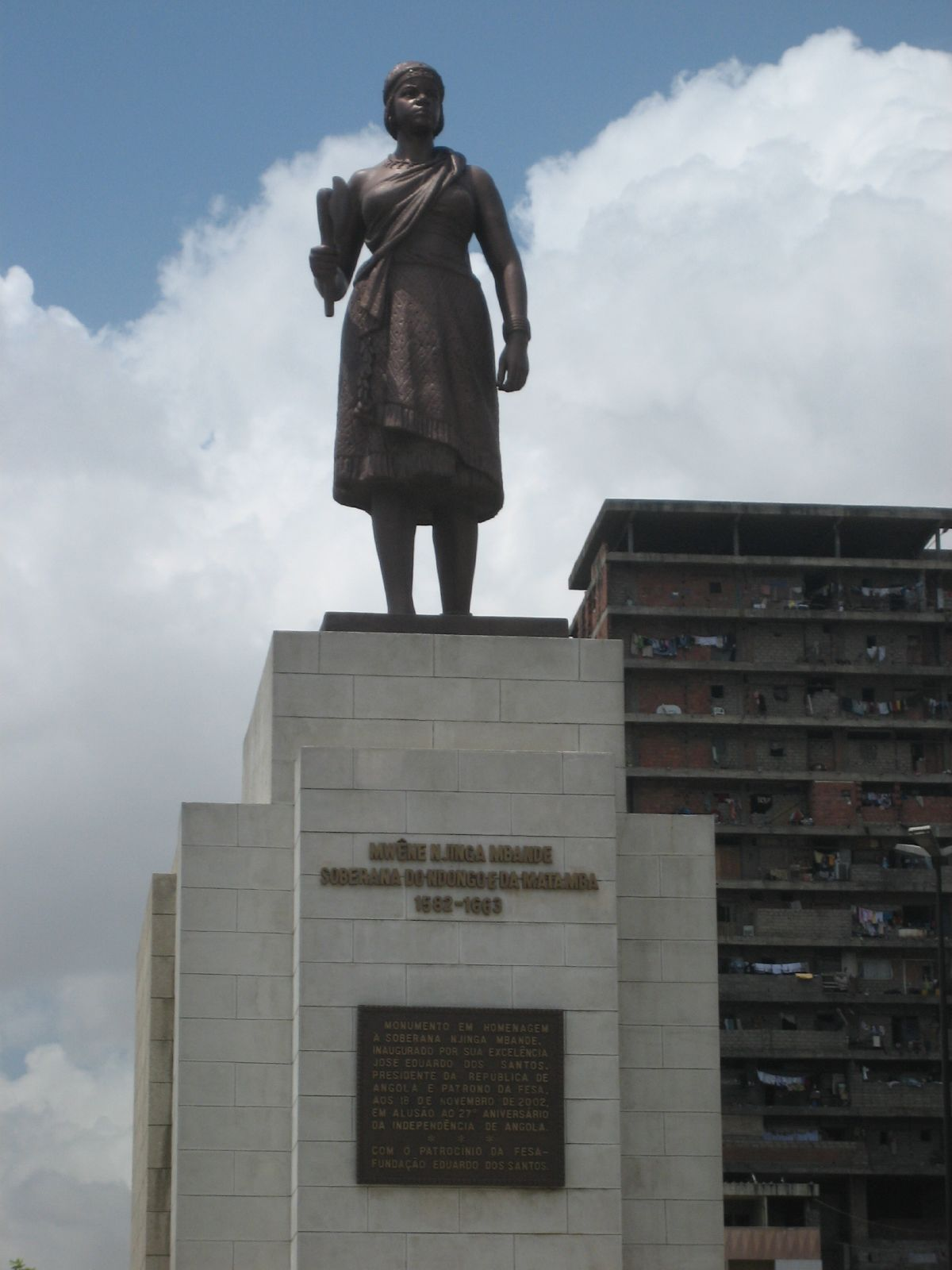
Monumento alla regina Nzinga.

- Fortezza di São Miguel: è stata costruita nel 1517 a guardia del porto ed era diventata il centro amministrativo dell'intera colonia dell'Angola. Oggi sovrasta la zona portuale della città dall'alto di una collina e presenta possenti muri bianchi e squadrati.
- Fortezza di São Francisco do Penedo: sorge nel quartiere del porto.
- Avenida 4 de Fevereiro: conosciuta semplicemente come Marginal, è la strada più famosa e fotografata di Luanda e il meraviglioso lungomare della città. La via mostra il contrasto tra la bellezza naturale della baia di Luanda e i moderni edifici costruiti. Molti edifici di pregio sorgono proprio presso questa strada.
- Mausoleo al padre dell'indipendenza dell'Angola Agostinho Neto: è un particolare monumento, creato per ospitare la salma del leader politico angolano, per altro mai arrivata in Angola, e mai terminato. Oggi lo si può scorgere da ogni parte della sua città, data la sua altezza.
- Monumento di bronzo alla regina Nzinga di Ndongo e Matamba.
- Palazzo del Governatore.
- Isola di Luanda: è una parte costiera della città e si trova all'ingresso della baia. Possiede bellissime spiagge con acque chiare, abbellite da alberi da cocco. C'è anche un'eccellente struttura di intrattenimento con molti bar e ristoranti.

## Cultura

### Istruzione

#### Università
- Università dell'Angola

### Architettura
Luanda possiede diversi edifici di epoca coloniale in stile portoghese.

## Infrastrutture e trasporti

### Strade
Nuove superstrade connettono Viana, Cacuaco e Samba con il nuovo aeroporto della città.

### Aeroporti
Vicino alla città è presente l'Aeroporto Quatro de Fevereiro.

### Porti
Luanda dispone di un eccellente porto naturale.

## Amministrazione

### Gemellaggi
- Porto, dal 1999[10]